# 自由路 (鳳山區)
自由路（Zihyou Rd.）為高雄市鳳山區的東西向重要幹道，起端於國泰路二段、澄清路口接三多一路，末端於中山西路、中華街及復興街口接光遠路。

## 行經行政區域
（由西至東）
- 苓雅區
- 鳳山區

## 沿線設施
（由西至東）
- 慈濟慈善事業基金會鳳山聯絡處
- 捷運鳳山西站
- 自由市場（鳳山區）
- 7-ELEVEN鳳和門市
- 台北富邦銀行鳳山分行
- 麗園大旅社
- 大德素食
- 鳳山保興宮
- 鳳山憲兵隊
- 仁惠婦幼醫院
- 中山西路、光遠路

## 公車資訊
- 高雄客運
  - 5 鳳山－關帝廟
  - 87 誠義里－中崙－鳳山－建軍站
  - 8001 高雄－鳳山－林園（經高雄市政府四維行政中心、雄商）
- 東南客運
  - 52 建軍站－高雄火車站
- 統聯客運（市區公車）
  - 88 建國幹線 鳳山轉運站（捷運大東站）－建軍站（捷運衛武營站）－鹽埕埔
  - 橘9 建軍站（捷運衛武營站）－林園區公所

## 公共自行車
- 高雄市公共自行車租賃系統：
  - 捷運鳳山西站(2號出口)：自由路258號南側

## 相關連結
- 高雄市主要道路列表